# إمي خان
إمي خان (بالإنجليزية: Emi Khan)‏ هو موسيقي باكستاني، ولد في 1 مارس 1997 في مردان في باكستان.

## وصلات خارجية
- إمي خان على موقع IMDb (الإنجليزية)